# Онуллахи, Сеидага Миронович
Сеидага Миронович Онуллахи (26 августа 1925, Астара, Иранский Азербайджан — 2004, Баку, Азербайджан) — азербайджанский историк. Доктор исторических наук, профессор. Знал персидский, арабский, французский, русский и турецкий язык.

## Жизнь и творчество
Cеидага Миронович Онуллахи родился 26 августа 1925 года в городе Астара (Иранского Азербайджана). Там же окончил среднюю школу на персидском языке.
Он участвовал в национально-освободительной движение в Южном Азербайджане в 1945—1946 годах и был награждён медалью «21 Азер». После распада Национального правительство был вынужден эмигрировать в Советский Азербайджан. Работал в должности начальника политического отдела города Астара.
В 1952 году окончил исторический факультет Гянджинского педагогического института имени Зардаби. Работал директором школы в Агстафе 6 лет. В 1958 году поступил в аспирантуры факультета востоковедения БГУ.
С 1962 г. работал младшим, старшим и ведущим научным сотрудником в отделе «история средних веков» Института истории АН Азербайджанской ССР. В 2001—2004 годы — заведующий кафедрой древней и средневековой истории Азербайджана (для естественных наук).
Умер в 2004 году в Баку.

## Научная деятельность
В 1963 году защитил кандидатскую, в 1983 — докторскую диссертацию. Профессор (1985).
Являлся автором нескольких монографий и более 100 научных статей: «История города Тебриз» (1982), «Забастовочное движение рабочих Ирана: в 1951—1953 годах» (1968), «Эвлия Челеби», «История Гянджи», «История Азербайджана», а также был одним из авторов многотомного издания «История Азербайджана».
Его книга «Армянские националисты и Иран» была издана в Лондоне и в Баку. Он знал персидский, арабский, французский, русский и турецкий языки. Опубликовал источники средних веков по истории Азербайджана. С. М. Онуллахи впервые анализировал ценный источник по истории Азербайджана — «Мухтасар-и Муфид» труд Мухаммад Муфид ал-Мустауфи ал-Йазди. Автор Мухтасар-и Муфид Мухаммад Муфид ал-Мустауфи ал-Йазди в предисловии сообщает, что сочинение было начато в 1087/1676-77 г. В конце сочинения (то есть в заключении, или в авторском колофоне) указывается, что оно было завершено в 1091/1680 г. Среди рассматриваемых нами космографических и географических сочинений на персидском языке X—XVIII вв. Мухтасар-и Муфид — едbнственное сочинение, в тексте которого приводятся даты его начала и окончания. Кроме этого источника. С. М. Онуллахи опубликовал статьи о Бакинской версии трудf Мирхонда — «Намейи-Нами», труд Абулькасима Кашани об илханидах — «Тарих-и Олджайту», Махмуд Натанзи и его труд «Нагават ал-асар фи зикр ал-ахйар», труд Фазли Исфахани «Афзал ат-таварих» и т. д. С. М. Онуллахи опубликовал статьи о некоторых письмах периода Сефевидов.

### Тебриз
Автор в работе «Тебриз в XIII—XVII веках. (Социально-экономическая история города)» попытался показать уровень развития ремесленного производства и торговли в Тебризе, составлявших основу экономики города, определить этапы и причины экономического расцвета и упадка города, дать оценку роли Тебриза в общей системе феодальных городов области и сопредельных стран. Автор старался раскрыть внутренние противоречия феодального общества, показать социальный состав городского населения, роль его различных социальных слоев в общественно-экономической жизни Тебриза в изучаемый период. Политическая история города затрагивается в работе лишь в той мере, в какой она имеет отношение к вопросам социально-экономической жизни города. Тебриз в исследуемый период часто становился средоточием политических событий, происходивших в Иране, которые получили отражение в целом ряде работ, в том числе и в трудах азербайджанских советских ученых, на которые мы сочли целесообразным ссылаться по мере надобности. C. М. Онуллахи автор ряда статей о городе Тебриз. В своих статьях он исследовал культуры, стихийные бедствия города, историю и значение квартала Раби-Рашиди, связанность Хагани Ширвани с Тебризом, Тебризские памятники, историю голубой мечети, построенной в 1465 по приказу шаха Джахана, правителя Кара-Коюнлу в Тебризе и т. д.

### Карабах
В статьях «Азербайджанский Карабах», «Арранский Карабах», «Карабах в XV—XVII вв.», ссылаясь на персоязычные источники периода, дал информацию об истории Карабаха.

## Личность Онуллахи
С. М. Онуллахи имел очень странную манеру говорить. Был терпеливым человеком. Не любил спешить. Он был экспертом в своей области. Он был более ответственным человеком по отношению к истории, культуре и государственности Азербайджана. Он видел цель и смысл своего творчества в любви к Азербайджану.